# Долинин, Алексей Васильевич
Алексе́й Васи́льевич Доли́нин (1893, Ягодное, Самарская губерния — 5 ноября 1951, Ягодное, Куйбышевская область) — предводитель Чапанного восстания, комендант Ставрополя, участник Первой мировой войны, поручик.

## Биография
Родился в селе Ягодное в 1893 году в крестьянской семье. Участвовал в Первой мировой войне, дослужился до звания поручика, имел боевые награды.
В 1918 году вернулся с фронта в родное село, где оставались жена и двое сыновей. Был избран сельским председателем собрания демобилизованных солдат, депутатом волисполкома, первым советским народным судьей волостного суда. В марте 1918 года под его руководством и именем революции из волости был изгнан управляющий имения графа Орлова-Давыдова. Пользовался авторитетом среди односельчан за острый ум, весёлый нрав и крестьянскую сметку. Позднее он вспоминал так:

Население приняло меня за большевика, так как я упразднил волостное земство и восстановил в селе советскую власть
.
Развернувшееся в начале марта 1919 года крестьянское восстание, ставшее известным как Чапанная война, достигло и Ягодного. 5 марта 1919 Алексей Долинин в селе Ягодное принял активное участие в столкновении с карательным отрядом, посланным для подавления восстания. В результате отряд перешёл на сторону повстанцев, а его командир Гринберг был взят в плен и расстрелян. После этой победы Долинин, как человек с боевым опытом, возглавил отряд ягодинцев. Во главе своего отряда 7 марта 1919 года он вместе с другими отрядами повстанцев вошёл в уездный город Ставрополь (ныне Тольятти). На многотысячном митинге его избрали комендантом города, являвшегося и самым крупным населенным пунктом, занятым восставшими, таким образом поставив его во главе восстания. Также были избраны его помощники, начальник гарнизона, следственная комиссия.

## На посту коменданта
Встав во главе восстания, Алексей Долинин выпустил воззвание к гражданам России:

«К православным гражданам России. Граждане! Настало время, православная Русь проснулась. Восстали крестьяне, мужики. Православные граждане, призываю к всеобщему восстанию, наш враг, который надругался над нашей православной верой, бежит. Откликнитесь и восставайте. С нами Бог. …Вы, крестьяне, сильны сейчас своим желанием умереть, идя на борьбу с голыми руками против засилья темных личностей из партии коммунистов, но помните, что у вас есть ещё советы. Советы — плоть и кровь наша, где отбивались от петли рабства. Прежние защитники Учредительного собрания также признают, что только власть Советов, беднейших крестьян и рабочих закрепит наши завоевания. Граждане, найдите возможность разъяснить ближайшему центру — Самаре, цель нашей борьбы. Товарищи интеллигенты, разъясните крестьянам их движение, направляйте его в нужное русло. Примыкайте в народу и помогите ему в трудном деле. Скажите себе: долой сиденье между стульев, долой третью позицию, ибо её уничтожит сама жизнь, и вы её не найдете. Если постараетесь сыскать, забудьте тогда о „единой трудовой школе“. Не допускайте, чтобы вам кинули в упрек мужички, спрашивая: „Где вы были, и что мы от вас слышали? Товарищи! В это трудное время нет места равнодушию, приложим все усилия, чтобы найти путь к скорейшему и безболезненному разрешению создавшегося положения“».
Также он обратился с призывом к красноармейцам:

«Товарищи братья красноармейцы!.. Мы, восставшие труженики, кормильцы всего населения России крестьяне, обращаемся к вам и заявляем, что мы восстали не против Советской Власти, но восстали против диктатуры, засилия коммунистов — тиранов и грабителей. Мы объявляем, что Советская Власть остается на местах. Советы не уничтожаются, но в Советах должны быть выборные от населения лица, известные народу данной местности. Мы ни на шаг не отступаем от Конституции РСФСР и руководствуемся ею. Призываем вас, братья красноармейцы, примкнуть к нам, восставшим за справедливое дело…»— 
Долинин отдал ряд других распоряжений и объявлений, в частности: «Большевиками было приказано убрать из присутственных мест иконы. Немедленно приступить к восстановлению икон, так как религия православных крестьян не может без помощи Бога идти вперед», «Довожу до сведения граждан, что поступающим на имя коменданта анонимкам никакого движения дано не будет», «Довожу до сведения жен и семейств красноармейцев и коммунистов: обо всех поруганиях и насилии со стороны крестьянской армии доносите мне, не стесняясь. Виновные в бесчинствах будут предаваться суду».
В ходе своего пребывания на посту коменданта он приложил ряд усилий по наведению в городе порядка, в том числе распорядился о возобновлении работы всех учреждений Ставрополя.
По ряду сведений, во время правления Долинина в Ставрополе активно развернулись репрессии против коммунистов и беспартийных активистов. Известен список из 117 пострадавших от мятежников. Некоторых убивали, даже не доставляя к коменданту. По воспоминаниям одного из участников событий, крестьянина Будылкина 

«Долинин в каждом красноармейце видел коммуниста, подвергал аресту. Для того чтобы добыть признание, прибегал к различным способам пыток, вплоть до обливания ледяной водой и запирания в холодный амбар. Не добившись ничего, опускали в зимние воды Волги, которая скрывала тайну долининских „подвигов“».— 
13 марта части Красной армии и отряды ЧОН, направленные на подавление восстания, подошли к Ставрополю. Бой за город длился больше суток и окончился полной победой большевиков. Практически все руководители восстания были схвачены и расстреляны, однако, Алексею Долинину с группой защитников Ставрополя удалось пробиться из города.

## Дальнейшая судьба
Он провёл несколько дней у знакомых, укрывших его от обыска, затем ушёл в Усолье, в Новодевичье, затем добрался до родного села. По словам сына, Василия Долинина:

Отец решил повидаться с родными. Нет слов, он рисковал. Подошёл к селу с задов. Во дворе надёжного дома увидел дядю Кирилла. Окликнул. Тот посмотрел, не признал отца. Он отрастил бороду, облачился в татарский балахон. Отец подошёл поближе. «Батюшки, Алексей! Право, не признал. Айда в избу. Там никого нет. А домой не показывайся — по селу милиция шныряет, забирает наших мужиков, увозят, говорят, трибунал будет судить…».
В селе же Долинин встретил своего давнего приятеля, Алексея Шабанова, который приехал из Красной Армии на краткосрочную побывку, но возвращаться в часть не хотел. Он и предложил Долинину своё отпускное удостоверение, узнав, что тот хочет скрыться на фронте.
Под фамилией Шабанова Алексей Долинин служил в Красной армии. Он сражался с армией Деникина. В феврале 1920 года при взятии белыми Ростова-на-Дону попал к ним в плен, откуда бежал. Вновь вступил в Красную армию, сражался на польском фронте, где был ранен. Находясь в госпитале, он написал заявление во ВЦИК, где просил о помиловании, чистосердечно описав своё участие в «чапанном мятеже» и объяснив, почему служил в Красной армии не под своей фамилией.
20 апреля 1920 года решением ВЦИК Алексей Долинин был амнистирован. По некоторым сведениям, он даже дослужился до должности командира 2-й бригады 33-й кавалерийской дивизии.
После окончания гражданской войны Долинин вернулся в родное село.
5 декабря 1930 года он был арестован, и 17 февраля 1931 года был судим «тройкой» ОГПУ по Средневолжскому краю по обвинению по статье 58-10 УК РСФСР, но по приговору суда был освобождён. Впрочем, по сведениям краеведа Овсянникова, Долинин всё-таки отсидел десять лет в лагерях. Был рабочим Ягодинского сенозаготовительного пункта.
Умер 5 ноября 1951 года. 29 июня 1998 года был реабилитирован прокуратурой Самарской области.